# 자기동정
자기동정(self-pity) 혹은 자기연민은 개인의 내적 외적인 고통(suffering) 경험에 관하여, 자신을 향하여 자기중심의 슬픔(sorrow)과 동정(pity)을 느끼는 감정이다. 또한 자기동정은 "관심 끌기나 공감 혹은 도움을 받기 위한 목적으로 타인을 대상으로 하는(directed towards others with the goal of attracting attention, empathy, or help)" 감정으로 정의되어 왔다.

## 설명 및 정의
자기동정은 자신의 실패를 통제할 수 없는 외적 요소로 돌릴 때 발생한다. 자기동정의 일차적 초점은 자기와 자기 감정에 맞춰져 있지만, 또한 강력한 대인관계적 요소도 있다. 외로움(loneliness)과 더불어,  사람은 "타인을 향한 선망, 책망, 분노, 적의(envy, blame, anger, and hostility directed towards others)"도 느낄 것이다.
그러나 또한 자기동정으로부터 고통받는 사람이 자신에 대한 비판을 피하는 일도 매우 흔하다. 이들은 흔히 자기반성(self-reflection)을 할 줄 모르고, 자신의 나쁜 상황에 대한 탓을 불운이나 타인의 원한 등 외적 요소에만 돌린다.
자기동정은 자기연민(self-compassion)과 다르다. 자기연민은 실패나 일반적 고통의 싱황에서 자신에게 연민(compassion)을 보이는 것이다.

## 효과
자기동정 관찰에 기반한 연구는 매우 적지만, 사용 가능한 연구에서는 자기동정이 극적인 사건의 스트레스 유발자(stressor)로부터 나온 효과일 수 있다는 것을 보여준다. 또한 개인의 성격이 자기동정에 영향을 줄 수 있다고 할 수 있다. 처음 다른 사람들은 공감의 관심을 갖고 자기동정에 반응할 수 있으나, 자기동정을 자주 표현하는 것의 대인관계적 효과는 나쁠 수 있다. 자기동정이 만연한 사람은 동료들에게 거절당할 가능성이 높으며, 보통은 불만 많은(querulous) 사람으로 인식될 수 있다.

## 치료
자기동정은 반추(rumination)와 회피(avoidance) 대처 전략(coping strategy)과 관계 있으므로, 치료적 배경에서 인식하는 중요한 감정적 경험이다.

## 같이 보기
- Comparative suffering
- 반추
- 자기 (심리학)
- 자의식
- 자아개념
- 자아상
- 자기반성
- 자기비하
- 자기수용
- 자기애
- 자기연민
- 자기용서
- 자기존중
- 자기혐오
- 자기확신